# 達爾代納普雷里 (密蘇里州)
達爾代納普雷里（英語：Dardenne Prairie）是位於美國密蘇里州聖查爾斯縣的城市。

## 人口
根據2020年美國人口普查的數據，達爾代納普雷里的面積為13.78平方千米，皆為陸地。當地共有人口12743人，而人口密度為每平方千米925人。